# Tokyo Metro
Tokyo Metro (яп. 東京メトロ То:кё: Мэторо) — одна из двух систем (наряду с Toei) скоростного внеуличного транспорта, составляющих Токийский метрополитен. 2-я в мире система по годовому пассажиропотоку.

## Организация
Tokyo Metro обслуживается управляющей компанией Tokyo Metro Co., Ltd. (яп. 東京地下鉄株式会社 То:кё: Тикатэцу Кабусики-гайся), частной компанией, находящейся в совместном ведении японского правительства и правительства Токийского столичного региона (metropolitan government).
Эта компания пришла на смену Teito Rapid Transit Authority (яп. 帝都高速度交通営団 Тэйто Ко:сокудо Ко:цу: Эйдан), более известной как Eidan или TRTA 1 апреля 2004 г. 
С целью повышения комфортности поездок для людей, не владеющих японским языком, предпринимаются следующие меры:
- Остановки на многих станциях объявляются как на японском, так и на английском языках. В объявлениях также содержится информация о пересадках на другие линии.
- Терминалы по продаже билетов также имеют переключаемый интерфейс пользователя на японском и английском языках.
- Указатели на станциях выполнены на японском (кандзи и хирагана) и английском языках. Также есть множество станций, на которых встречаются указатели с надписями на китайском (упрощённом) и корейском.
- Станции также пронумерованы и обозначены определёнными цветами, так что знать название станции вовсе не обязательно. Например, станция Синдзюку на линии Маруноути также обозначена как M-08 с красным кружком вокруг; даже если пассажир не может прочитать название станции на японском или английском, он может сориентироваться по цвету линии и соответствующе пронумерованной станции.